# Бадара Сене
Бадара Сулейман Сене (фр. Badara Souleymane Sène, 5 березня 1945 — 22 червня 2020) — сенегальський футбольний суддя. Арбітр ФІФА у 1984—1992 роках.

## Кар'єра
Працював на таких великих змаганнях [Архівовано 11 грудня 2018 у Wayback Machine.] :
- Кубок африканських націй 1988 (2 матчі)
- Олімпійські ігри 1988 (1 матч)
- Молодіжний чемпіонат світу 1989 (1 матч)
- Кубок африканських націй 1992 (2 матчі, включаючи фінал[3])
- Кубок Азії 1992 (1 матч)